# Vlag van Gyeongsangnam-do

Vlag van Gyeongsangnam-do

De vlag van Gyeongsangnam-do bestaat uit een witte achtergrond waarop het provincielogo is afgebeeld. De vlag is in huidige vorm sinds 1999 in gebruik. Het logo wordt gekenmerkt door rood voor de gepassioneerde geest van de mensen, groen voor de harmonie tussen natuur en industrie, geel voor de vruchtbare aarde als basis van het leven, blauw voor de zuiverheid van de rivier de Nakdong en de Grote Oceaan en wit voor een sterke provincie, dat straalt als de rijzende zon. De cirkel als geheel is gebaseerd op de geest van eenheid om het hele gebied van de provincie te ontwikkelen.

## Vorige vlag
De vorige vlag had een ontwerp in blauw en geel. Deze werd van 1974 aangenomen en tot 1999 gebruikt. De ᄀᄂ-vormen staat voor Gyeongsangnam-do, symboliseert de hoge en blauwe geest van de mensen, zoals de lucht daarboven, en geel is een symbool van eenheid, de suprematie van het land en ontwikkeling, vol licht en hoop.

Vorige vlag (1974-1999)